# Colleen McCullough
Colleen Margaretta McCullough AO (* 1. Juni 1937 in Wellington, New South Wales; † 29. Januar 2015 in Burnt Pine, Norfolkinsel) war eine australische Bestseller-Autorin, deren bekanntestes Werk Die Dornenvögel ist.

## Leben
McCullough wurde in Wellington, New South Wales 1937 als Tochter von James und Laurie McCullough (geb. Clabby) geboren. Ihre Mutter war Neuseeländerin mit Vorfahren aus dem Volk der Māori.
Colleen McCullough wurde Neurologin und arbeitete in verschiedenen Krankenhäusern in Australien und England. Später forschte und lehrte sie in den USA, wo sie zwischen 1963 und 1976 lebte. Sie war als Dozentin an der medizinischen Fakultät der Yale University tätig. Seit den späten 1970er-Jahren lebte sie auf der Norfolkinsel.
2006 wurde McCullough mit dem Titel Officer of the Order of Australia ausgezeichnet, für ihre Verdienste als Autorin für die Kunst und für die Allgemeinheit durch Unterstützung nationaler und internationaler Bildungsprogramme, medizinisch-wissenschaftlicher und wohltätiger Organisationen und Anliegen.
Die Macquarie University ehrte sie 1993 mit einem Doctor of Letters.
McCullough war Mitglied der New York Academy of Sciences, Fellow der American Association for the Advancement of Science und überzeugte Monarchistin.

## Werke
- Tim (1974); Goldmann, München 1994, ISBN 3-442-07296-4.
- Die Dornenvögel (Originaltitel: The Thorn Birds, 1977, übersetzt von Günter Panske) Blanvalet, München 2008, ISBN 978-3-442-36814-3.
- Ein anderes Wort für Liebe (An Indecent Obsession, 1981)
- Credo (A Creed for the Third Millennium, 1985)
- The Ladies of Missalonghi (1987)
- Das Lied von Troja (The Song of Troy, 1998)
- The Courage and the Will: The Life of Roden Cutler VC (1999)
- Insel der Verlorenen (Morgan’s Run, 2000)
- Land der Dornen (The Touch, 2003)
- Ein kalter Mord (On, Off) (2006)
- Haus der Träume (Angel Puss) (2006)
- Queen of the Beast (2007)
- The Independence of Miss Mary Bennet (2008)
- Bittersweet (2013)

### Masters of Rome – Serie über die letzten Jahre der römischen Republik
Die Handlung erstreckt sich im historischen Zeitraum von 110 v. Chr. bis 27 v. Chr. In den ersten beiden Werken sind Gaius Marius und Lucius Cornelius Sulla Hauptpersonen, bis „Rubikon“ sind es Gnaeus Pompeius Magnus und Gaius Julius Caesar.
- Die Macht und die Liebe (The First Man in Rome), 1990; handelt von Marius Aufstieg zum siebenfachen Konsul gegen den erbitterten Widerstand des Senats. Durch seine Siege in den Kriegen in Numidien und gegen die Germanen wird er zum Retter Roms. In seinem Gefolge steigt auch Sulla zum beachteten und einflussreichen Mann im Rom der Jahre 110 v. Chr. – 100 v. Chr. auf.
- Eine Krone aus Gras (The Grass Crown), 1991; handelt vom Entstehen des Bundesgenossenkrieges und dem Tod des Marius (98 v. Chr. – 86 v. Chr.)
- Günstlinge der Götter 1 – Die Weggefährten (Fortune’s Favorites), 1993; handelt vom Aufstieg von Pompeius und Caesar
- Günstlinge der Götter 2 – Die Todfeinde (Fortune’s Favorites), 1993
- Caesars Frauen (Caesar’s Women), 1996; 68 v. Chr. – 58 v. Chr.
- Rubikon (Caesar), 1997; behandelt die Jahre von 54 v. Chr. bis zu Pompeius’ Tod
- Das Erbe Caesars (The October Horse), 2002; handelt von Caesars Diktatur und Ermordung 44 v. Chr. sowie der Verfolgung der Mörder durch Octavian und Marcus Antonius
- Antony and Cleopatra erschien im Dezember 2007 in englischer Sprache

## Verfilmungen
- 1979: Tim – Kann das Liebe sein? (Tim)
- 1983: Die Dornenvögel
- 1995/1996: Dornenvögel – Die fehlenden Jahre (Thornbirds – The missing years)